# Мария Амалия Курляндская
Мария Анна Амалия Курляндская (нем. Maria Anna Amalia von Kurland; 12 июня 1653, Митава — 16 июня 1711, Вайльмюнстер) — принцесса Курляндии из аристократического рода Кетлеров, в замужестве ландграфиня Гессен-Кассельская. Мать короля Швеции Фредрика I.

## Биография
Амалия была дочерью герцога Курляндии Якоба Кеттлера (1610—1682) и его супруги Луизы Шарлотты Бранденбургской, старшей дочери бранденбургского курфюрста Георга Вильгельма.
21 мая 1673 года она вышла в Касселе замуж за ландграфа Карла Гессен-Кассельского (1654—1730). Первоначально Амалия была помолвлена со старшим братом Карла, Вильгельмом VII, который скончался в возрасте 19 лет во время кавалерийских скачек в Париже.
По указанию Амалии Курляндской в Касселе был разбит парк Карлсауэ с бассейном из мрамора, в котором известный римский скульптор Пьер-Этьен Монно (1657—1733) изваял рельеф, изображающий Марию Амалию. В воспоминаниях современников принцесса осталась благочестивой, нетребовательной и чуткой к другим людям. Совместно со своим сыном Максимилианом она в 1699 году приобрела замок Зензенштейн. Именем Марии Амалии в Гессене названо местечко Мариендорф. Похоронена в кассельской церкви Святого Мартина.

## Дети
- Вильгельм (1674—1676)
- Карл (1675—1677)
- Фридрих (1676—1751), король Швеции, ландграф Гессен-Касселя
- Кристиан (1677)
- София Шарлотта (1678—1749)
- Карл (1680—1702)
- Вильгельм VIII (1682—1760), ландграф Гессен-Касселя
- Леопольд (1684—1704)
- Людвиг (1686—1706)
- Мария Луиза (1688—1765)
- Максимилиан (1689—1753)
- Георг (1691—1755)
- Элеонора (1694)
- Вильгельмина Шарлотта (1695—1722)